# Bulbophyllum mahakamense
Bulbophyllum mahakamense là một loài phong lan thuộc chi Bulbophyllum.